# Questembert
Questembert (bret. Kistreberzh) – miejscowość i gmina we Francji, w regionie Bretania, w departamencie Morbihan.
Według danych na rok 1990 gminę zamieszkiwało 5076 osób, a gęstość zaludnienia wynosiła 76 osób/km² (wśród 1269 gmin Bretanii Questembert plasuje się na 79. miejscu pod względem liczby ludności, natomiast pod względem powierzchni na miejscu 31.).
W Questembert urodził się wikariusz apostolski Markizów Pierre-Marie-David Le Cadre SSCC.